# Abdelmalek Benhabyles
Abdelmalek Benhabylès (en árabe: عبد المالك بن حبيلس‎; Arbaoun, wilaya de Sétif, 27 de abril de 1921-Argel, 28 de diciembre de 2018)

## Biografía
fue un político y diplomático argelino, presidente interino de su país en enero de 1992.
Militó en favor de la liberación argelina en el Movimiento por el triunfo de las libertades democráticas (MTLD). Tras la conquista de la independencia, fue embajador en Japón y Túnez, y luego, a partir de 1971, secretario general del Ministerio de Relaciones Exteriores. Entre 1977 y 1979 fue ministro de Justicia. Luego fue secretario general de la presidencia de la República, bajo el gobierno de Chadli Bendjedid, antes de ingresar en 1989 al Consejo Constitucional, del que fue el primer presidente.
El 11 de enero de 1992, en medio de la crisis producida por la victoria del Frente Islámico de Salvación (FIS) en la primera ronda de las elecciones parlamentarias, y ante la renuncia del presidente Bendjedid, asumió interinamente la presidencia del país. Tres días después, el 14 de enero, el poder fue asumido por un Alto Comité de Estado, presidido por Mohammed Boudiaf. 
Benhabylès permaneció al frente del Consejo Constitucional hasta abril de 1995.